# Konanatambigi, Ranibennur
Konanatambigi là một làng thuộc tehsil Ranibennur, huyện Haveri, bang Karnataka, Ấn Độ.